# Starkt hotad
Starkt hotad (EN) (engelska: Endangered) är en term som används inom rödlistning av arter.
Starkt hotad är den näst allvarligaste kategorin för vilda populationer efter akut hotad (CR). En art är starkt hotad om den löper mycket stor risk att dö ut i vilt tillstånd inom en nära framtid, medan det ändå finns något kriterium för akut hotad som inte är uppfyllt. 2012 fanns det globalt 3 079 djurarter och 2 655 växterarter som kategoriserades som starkt hotade, vilket kan jämföras med 1 102 respektive 1 197 år 1996.

## Exempel på djur
- För exempel, se Kategori:Starkt hotade arter